# 狩俣臨時要塞
狩俣臨時要塞（かりまたりんじようさい）とは、宮古島狩俣湾の防備のため設置された大日本帝国陸軍の要塞である。

## 概要
沖縄の戦略上の重要性から、昭和初期、狩俣湾に有事の際に臨時要塞を設けることが計画された。事前に設計、資材の調達について準備し、兵器は近くの要塞に保管を行い、小規模な要塞の設置を図るものである。
1940年10月、狩俣湾の泊地防護のため臨時要塞の建設に着手した。要塞の規模は臨時応急的なもので、守備隊の人数は約80名ほどであった。
1944年6月から先島集団（第28師団、独立混成第59旅団及び同第60旅団）が宮古島の守備に着いたが、アメリカ軍との戦闘を交えることはなかった。

## 年譜
- 1940年（昭和15年）10月 工事着手、六ヶ月ほどで完工。
- 1944年（昭和19年）6月 先島集団、宮古島に配備。

## 兵備
- クルップ式12センチ速射カノン砲1門
- 三八式野砲10門
- 臨時高射砲10門
- 高射機関銃4門
- 90センチ探照灯1基
- 無線電信機1